# Солнечное затмение 29 апреля 2014 года
Солнечное затмение 29 апреля 2014 года — кольцеобразное солнечное затмение 148 сароса, которое наблюдалось в Антарктиде. Частные фазы затмения были видны также в Австралии и на некоторых островах Индонезии.
Это затмение отличается тем, что тень Луны лишь немного «скользнула» по земной поверхности. Затмение наблюдалось как кольцеобразное на сравнительно небольшом участке Земли Уилкса в Антарктиде в треугольнике между станциями «Восток», «Дюмон-д’Юрвиль» и «Кейси». В максимальной точке затмения оно наблюдалось с фазой 0,987 в течение 49 секунд.
Наиболее благоприятным местом для наблюдения затмения был австралийский остров Тасмания, где фаза затмения достигла 0,72 в 17:00 по местному времени (07:00 UTC) — за несколько минут до захода солнца. Затмение наблюдалось как частное на всей территории Австралии, причем для города Кэрнс это было третье затмение на протяжении полутора лет. На южном побережье Австралии фаза затмения составила около 0,6, а продолжительность превысила 2 часа. В восточных районах страны солнце заходило за горизонт в состоянии затмения.
В Индонезии затмение наблюдалось в незначительных фазах (до 0,05) на востоке острова Ява и на Малых Зондских островах (Бали, Ломбок, Сумбава, Сумба, Флорес, Тимор и др), захватив таким образом территорию Восточного Тимора. Продолжительность затмения, которое было видно около 15 часов по местному времени (7 часов UTC), составило здесь от 20 до 50 минут.